# トレオニンtRNAリガーゼ
トレオニンtRNAリガーゼ(Threonine—tRNA ligase、EC 6.1.1.3)は、以下の化学反応を触媒する酵素である。
ATP + L-トレオニン + RNA{\displaystyle \rightleftharpoons }AMP + 二リン酸 + L-トレオニルtRNAThr

従って、この酵素は、ATPとL-トレオニンとRNAの3つの基質、AMPと二リン酸とL-トレオニルtRNAThrの3つの生成物を持つ。
この酵素はリガーゼに分類され、特にアミノアシルtRNAと関連化合物に炭素-酸素結合を形成する。系統名はL-トレオニン:tRNAThrリガーゼ(AMP生成)(L-Threonine:tRNAThr ligase (AMP-forming))である。トレオニントランスラーゼ、トレオニルtRNAシンターゼ、TRS等とも呼ばれる。この酵素は、グリシン、セリン、トレオニンの代謝及びアミノアシルtRNAの生合成に関与している。

## 構造
2007年末時点で、17個の構造が解かれている。蛋白質構造データバンクのコードは、1EVK、1EVL、1FYF、1KOG、1NYQ、1NYR、1QF6、1TJE、1TKE、1TKG、1TKY、1WWT、1Y2Q、2HKZ、2HL0、2HL1、2HL2である。